# Pietrolino
Pietrolino è un fumetto scritto da Alejandro Jodorowsky e disegnato da Olivier Boiscommun.
Pubblicato in Francia da Les Humanoïdes Associés in due volumi:  Le clown frappeur, uscito nel 2007 e Un cri d'espoir nel 2009; in Italia è stato importato dalla casa editrice Comma 22.
L'opera è stata scritta in omaggio all'artista francese Marcel Marceau.

## Trama
Nella Francia occupata dai nazisti vi è ormai poco per divertirsi. Ma proprio in quegli anni difficili Pietrolino, un mimo girovago, si esibisce per distrarre ed intrattenere i francesi. Lo accompagnano il fedele aiutante Simio e la procace compagna Colombella.
Pietrolino è solito chiudere ogni esibizione proprio con un numero anti-nazista, rappresentando la lotta fra due mostri, il mimo termina sempre col far vincere il più piccolo, metafora della Francia. Scoperto da un gruppo di militari tedeschi, al saltimbanco vengono rotte le mani e condotto, assieme a Simio, ai lavori forzati.
Con la liberazione, sebbene non più ottimista come prima, Pietrolino e Simio si reinventano un mestiere ed un numero clownesco; girando per Parigi conoscono Alma, mima di grande capacità e promettente acrobata. I tre viaggiano assieme mettendo su un circo la cui star è proprio Pietrolino, il “clown che picchia”.
Unitisi ad un circo più grande, Alma finisce per innamorarsi e legarsi ad un trapezista spagnolo, con grande delusione per il clown picchiatore.
Quando al circo si ripresenta Pantalone, il magnaccia che aveva convinto Colombella ad abbandonare la compagnia, Pietrolino si vendica includendolo nel numero e colpenolo senza pietà fra le risate del pubblico.
A fine serata però il malavitoso entra nel carrozzone di Alma e, stregato, cerca di violentarla.
A salvare la trapezista giunge il compagno Felix con il supporto di Pietrolino e Simio, ed insieme mettono ko Pantalone.
Il mimo, triste di non aver posto nel cuore di Alma, si consola scoprendo di aver finalmente ritrovato l'uso delle mani. Imitando il volo di un uccello, con meraviglia di tutti, vola sempre più in alto verso il cielo.

## Personaggi
Pietrolino
Il protagonista del fumetto.
Simio
Aiutante comico di Pietrolino e suo fedele compagno di avventure. A differenza dell'amico, ha un atteggiamento disilluso verso il mondo, del quale affronta la durezza
Alma
Mima ed acrobata, segue Pietrolino e Simio dopo aver scoperto di essere entrata in possesso del telone di questi ultimi. Giovane affettuosa, non ricambia l'amore di Pietrolino in maniera romantica e lo rifiuta ricordandogli l'età che li separa. Esibendosi al Gran Circo con Felix finisce per divenire la compagna del giovane.
Colombella
Compagna di viaggio di Pietrolino e Simio durante la Seconda Guerra Mondiale. Nonostante il mestiere circense, la donna non si fa scrupolo di vendersi per guadagnare più soldi. Ed è proprio con questo atteggiamento che abbandona i due saltimbanchi per seguire Pantalone.
Pantalone
Uomo di malaffare, magnaccia che, durante la guerra, organizzava incontri tra gli ufficiali nazisti e le prostitute francesi. Terminata la guerra, ha comunque seguitato coi suoi traffici illeciti.
Felix
Trapezista spagnolo. È lui a convincere il direttore a prendere con sé Alma, Simio e Pietrolino al Grande Circo. Esibendosi con Alma, finisce coll'innamorarsene, ricambiato.